# Pālghar
Pālghar är en ort i Indien.   Den ligger i distriktet Thane och delstaten Maharashtra, i den västra delen av landet, 1 100 km söder om huvudstaden New Delhi. Pālghar ligger 17 meter över havet och antalet invånare är 72 335.
Terrängen runt Pālghar är platt västerut, men österut är den kuperad. Terrängen runt Pālghar sluttar västerut. Runt Pālghar är det tätbefolkat, med 442 invånare per kvadratkilometer. Pālghar är det största samhället i trakten. I omgivningarna runt Pālghar växer i huvudsak blandskog.